# Mika Metz
Michael „Mika“ Metz (* 18. Februar 1967 in Wiesbaden; † 8. November 2017) war ein deutscher Schauspieler.

## Karriere
Metz trat seit 2008 in Scripted-Reality-Formaten in Erscheinung, darunter K11 – Kommissare im Einsatz oder Auf Streife. 2011 war er in dem Regiedebüt von Tim Fehlbaum in Hell als kannibalischer Knecht zu sehen.

## Filmografie (Auswahl)
- 1984: Mama Mia – Nur keine Panik
- 2011: Hell
- 2013: Auf Streife (Fernsehserie, 1 Episode)
- 2013: 2 Pengo 2 Rengo
- 2014: Sequoia
- 2014: La Petite Mort II
- 2014: Damned on Earth
- 2015: The Curse of Doctor Wolffenstein
- 2015: Die Offenbarung der Grete Müller
- 2015: Die Toten reiten schnell
- 2016: Marie Brand und die Schatten der Vergangenheit (Fernsehfilm)
- 2016: Tretbootfahrer
- 2016: Kryonik
- 2017: Montrak
- 2017: Parasozial – Fiktive Detektive
- 2017: Detox: Wenn du alles verloren hast
- 2017: White Pillow
- 2018: Justice – Verstrickt im Netz der Macht
- 2019: Death of the Filmmaker (Kurzfilm)
- 2022: Grimms Kinder – Die Boten des Todes